# 責任払い
責任払い（せきにんばらい）とは、麻雀における細目ルールのひとつで、ある特定の役の和了（あがり）が発生した時に、その役を確定させる副露（鳴き）を許したプレイヤーに対して課される罰則（点の支払い）である。
中国語で包（パオ）ともいう。歴史的には、ロン和了の時の放銃者一人払いも包と言った（放銃一家包）。

## 歴史
責任払いは中国麻雀で役満貫とほぼ同時に成立したと考えられている。中国麻雀では時代が下ると責任払いは行われなくなったが、日本では大三元や四喜和を確定させる3副露目、字牌のみ・老頭牌のみ・同一数牌のみの4副露目、自風牌と三元牌2種のポンのように副露によって3翻以上が確定した場合に対しても責任払いが適用されていた。1952年に発表された報知ルールでは対象が絞られ、責任払いが確定するのは四槓子・大三元・四喜和に限られ、字一色・清老頭については4副露後にツモあがりされた場合に適用されることとなった。責任払いが現在のように役満を確定させた場合に限られたのは1990年代以降である。
大明槓の包は昭和初期に放銃者一人払いが導入された頃に成立したとされており、当初は全国的に普及することはなかったもののルールとしては認識されており、一部の競技麻雀団体でも採用されていた時期があった。

## 役満の包
原則として包は大三元、大四喜、四槓子に適用される。

### 大三元の確定
二つの三元牌を晒している（ポン、槓（暗槓も含む））相手に対して残り一種の三元牌を捨て、その三元牌もポンされた場合。
（例）       の相手に対しを捨て、それをポンされる。
ポンではなく大明槓された場合も包となる。

### 大四喜の確定
三つの風牌を晒している（ポン、槓（暗槓も含む））相手に対して残り一種の風牌を捨て、ポンされた場合。
（例）          の相手に対しを捨て、それをポンされる。
上と同じく、ポンではなく大明槓された場合も包となる。

### 四槓子の確定
すでに3つ槓子を晒している上に手の内に暗刻子を持っている者に対し、その暗刻子と同じ牌を捨てて大明槓された場合。
（例）          の相手に対しを捨て、それを大明槓される。
大明槓された瞬間に四槓子の振り込みと見なされるルールもある。（詳細は「四槓子#歴史および原義の四槓子」を参照）
なお、四槓子は大三元や大四喜と違って役の確定牌が自明ではないため、包を適用しないルールになっていることがある。その場合、フリー雀荘等では「包が適用されるのは大三元と大四喜だけです。四槓子には包は適用されません」などといったルール説明がなされる。

## 役満の包が成立した場合の支払い
| 大三元の包                   | 大三元の包         | 大三元の包     | 大三元の包     | 大三元の包         | 大三元の包     |
| ---------------------------- | ------------------ | -------------- | -------------- | ------------------ | -------------- |
| ツモ和了の場合               | ツモ和了の場合     | ツモ和了の場合 | ロン和了の場合 | ロン和了の場合     | ロン和了の場合 |
|                              | 支払い免除 0       |                |                | 傍観者 0           |                |
| 包者 -32000                  |                    | 支払い免除 0   | 包者 -16000    |                    | 放銃者 -16000  |
|                              | 和了者 (子) +32000 |                |                | 和了者 (子) +32000 |                |
| （赤が包による特殊な支払い） |                    |                |                |                    |                |

副露によりこれらの役満が確定してしまった場合、その役が和了に至ったときには、
- ツモ和了の場合、確定する副露を発生させた者が全額を支払う。
- ロン和了の場合、確定する副露を発生させた者と振り込んだ者が半分ずつ支払う。[要検証 – ノート]

という特殊な点棒のやりとりが行われる。（右図）
なお、複数の役満が重複した場合、責任払いの対象になるのは包の対象となった役のみで、それ以外の役満の分の点数については通常通りの支払いとなる。例えば、風牌4種を4副露した者が三元牌の単騎待ちで和了した場合、つまり大四喜・字一色のダブル役満を和了した場合、以下のような支払いになる。
| 大四喜の包に字一色が複合しているケース | 大四喜の包に字一色が複合しているケース | 大四喜の包に字一色が複合しているケース | 大四喜の包に字一色が複合しているケース | 大四喜の包に字一色が複合しているケース | 大四喜の包に字一色が複合しているケース |
| -------------------------------------- | -------------------------------------- | -------------------------------------- | -------------------------------------- | -------------------------------------- | -------------------------------------- |
| ツモ和了の場合                         | ツモ和了の場合                         | ツモ和了の場合                         | ロン和了の場合                         | ロン和了の場合                         | ロン和了の場合                         |
|                                        | ツモ被害 -16000                        |                                        |                                        | 傍観者 0                               |                                        |
| 包者-16000 -48000 計-64000             |                                        | ツモ被害 -16000                        | 包者 -24000                            |                                        | 放銃者-24000 -48000 計-72000           |
|                                        | 和了者 (親) +96000                     |                                        |                                        | 和了者 (親) +96000                     |                                        |
| （赤が包の分の支払い）                 |                                        |                                        |                                        |                                        |                                        |

- ツモ和了の場合（右図左）
  - 4種類目の風牌を鳴かせた者が大四喜の支払い全額＋字一色の通常の支払いで、48000+16000＝64000点の支払い。
  - それ以外の2人は字一色ツモの分の16000点の支払いのみ。
- 4種類目の風牌を鳴かせた者からのロン和了の場合
  - 通常と変わらず96000点全額を支払う。
- 別の者からロン和了した場合（右図右）
  - 4種類目の風牌を鳴かせた者は大四喜の包の分、48000の半額の24000点を支払う。
  - 放銃したものは大四喜の半分と字一色の分の全額、24000+48000=72000点を支払う。

つまり包が適用されるのは大四喜の分だけで、字一色の分については通常の点棒のやり取りを行う（四喜和#大四喜の包も参照）。
役満の複合を認めず、上記のような役でもシングル役満として扱って打止めにするルールの場合には見解が分かれる可能性もあるが、大四喜という役満を確定させた点を重視して包を適用することがほとんどである。この場合は包の適用を受ける役が優先されるため自模和には1人払い、栄和には折半となる。

## 包が適用されない役満
小四喜、清老頭、字一色、緑一色といった雀頭にも条件がある役満には原則として包は適用されない。包則はあくまで「役満を確定させたこと」に対して課される罰則であり、小四喜は3副露、清老頭・字一色・緑一色は4副露したとしても雀頭が役の条件を満たしてなければ役満にならないので役満が確定したわけではないからである。確定していない手牌に対して包則を適用することはできない。ただしこれは現在の一般的なルールにおける取り決めであり、かつては、鳴いてもよい役満すべておよび清一色が包則の対象であった。

## ローカル役満に対する包
包が適用される役満は、基本的にはあくまで上で例示した3役のみである。ただし、ある程度広く知られているローカル役満の中には、「包を適用しうる役」がいくつかあり、その代表的な例が以下の2つである。

### 四連刻の確定
四連刻が成立しうる3刻子を3副露している相手に対し、その4刻子目をポンされた場合。
（例）          の相手に対してを捨て、それをポンされる。
このような場合、ではなくをポンされた場合も四連刻の包が成立する。
実例として、アーケードゲーム「セガネットワーク対戦麻雀MJ3」（およびそれ以前のシリーズ）では四連刻を採用しており（次のMJ4の途中で役から除外）、包の対象役と定められていた。

### 一色四順の確定
3副露して一色三順を成立させている相手に対し、同色同一順子の4順子目をチーされた場合。
（例）         の相手に対してを捨て、それをチーされる。
このような牌姿の一色四順の場合、  の3種に包のリスクがある。ただし、包のリスクを負うのは上家のみである（下家と対面はチーされて包になるリスクはないが、いきなりロンされる可能性はある）。

## 役満に対する包則の採用状況
- ルールの列のソートボタンで元の順序に戻る。

| ルール                                | 採用状況 | 備考 / 細目 | 出典          |
| ------------------------------------- | --- | --- | ------------- |
| 東風荘                                | 包は無し | サービス終了。 | [ 3 ]         |
| 雀賢荘                                | 大三元・大四喜に対して適用                                                                                                   | | [ 4 ]         |
| 東南荘                                | 大三元・大四喜に対して適用                                                                                                   | サービス終了。 | [ 5 ]         |
| ハンゲーム 麻雀4                      | 包は和了点にのみ適用される。積み棒の扱いは通常の和了と同じ。チップに対しては包は影響しない。ワレメは包の適用後に適用される。 | [ 6 ] |               |
| ハンゲーム 三人麻雀                   | 包は無し | | [ 7 ]         |
| Maru-Jan                              | 大三元・大四喜・四槓子に対して適用                                                                                           | | [ 8 ]         |
| 天鳳                                  | 大三元・大四喜に対して適用                                                                                                   | | [ 9 ]         |
| 雀魂                                  | 大三元・大四喜に対して適用                                                                                                   | | [ 10 ]        |
| 麻雀一番街                            | 大三元・大四喜・四槓子に対して適用                                                                                           | 三人打ちでは四槓子には適用されない |               |
| 龍龍                                  | 大三元・大四喜・四槓子に対して適用                                                                                           | 積み棒は放銃者が負担 | [ 11 ]        |
| 闘牌王                                | 大三元・大四喜に対して適用                                                                                                   | | [ 12 ]        |
| 雀龍門M                               | 大三元・大四喜に対して適用                                                                                                   | | [ 13 ]        |
| 麻雀格闘倶楽部                        | 大三元・大四喜・四槓子に対して適用                                                                                           | 三人打ち・四人打ちともに包則あり。 重複役満については、アガリの点数全てに対して責任払いが発生（下記※参照）。                               | [ 14 ]        |
| セガNET麻雀 MJ Arcade                 | 大三元・大四喜・四槓子に対して適用                                                                                           | 三人打ち・四人打ちともに包則あり。 MJ4EVO以前は四連刻に対しても適用。                                                                      | [ 15 ] [ 16 ] |
| 麻将連合                              | 大三元・大四喜に対して適用                                                                                                   | | [ 17 ] [ 18 ] |
| 日本プロ麻雀協会                      | 包は無し | | [ 19 ]        |
| 最高位戦日本プロ麻雀協会              | 包は無し | | [ 20 ] [ 21 ] |
| 日本プロ麻雀連盟                      | 大三元・大四喜・四槓子に対して適用                                                                                           | 積み棒は放銃者が負担。 ただし、公式ルールでダブル役満の場合、積み棒はツモ和了においては他の3人が、ロン和了においては包になった者が支払う。 | [ 22 ]        |
| 101競技連盟                           | 包は無し | | [ 23 ]        |
| RMU                                   | 包は無し | | [ 24 ]        |
| モンド21麻雀プロリーグ                | 大三元・大四喜に対して適用                                                                                                   | | [ 25 ]        |
| Mリーグ                               | 大三元・大四喜・四槓子に対して適用                                                                                           | 積み棒は包になった者が負担。 | [ 26 ]        |
| 全国麻雀段位審査会                    | 大三元・大四喜・字一色・清老頭・緑一色に対して適用                                                                           | 大四喜・字一色・清老頭に関しては4種類目をポンさせた時、および、緑一色に関しては4メンツ目を副露させた時に適用される。                       | [ 27 ]        |
| THEわれめDEポン                       | 不明（ルールページに言及なし）                                                                                               | | [ 28 ]        |
| 『平成版 新報知ルール』               | 大三元・大四喜に対して適用                                                                                                   | 監修：井出洋介、1997年。 | [ 1 ]         |
| 『ヒサト流 リーチに強くなる麻雀入門』 | 大三元・大四喜に対して適用                                                                                                   | 著者：佐々木寿人、2012年。 | [ 29 ]        |
| 雀ナビ四人麻雀オンライン              | 大三元・大四喜・四槓子に対して適用                                                                                           | 段位戦では採用してないが、チャット対局と呼ばれるルール設定ロビーで設定可能                                                                 | [ 30 ]        |

補記
- ※：「麻雀格闘倶楽部」では、包の対象役に別の役満（字一色・八連荘）が複合した場合に、和了の点数全額が責任払いの対象となる（上記例の大四喜・字一色の三倍役満の場合、ツモ時は144000点全額払い、他家からロンした場合は72000点ずつの折半）。また、「大三元・四槓子」の二倍役満については、大三元の包が発生した後に四槓子の包が発生することが起こりうるが、その場合は包則は大三元を確定させた者のみに適用される。

## 大明槓の包
大明槓によって嶺上開花が成立した時、大明槓をさせた者の責任払いとするルールがある。「大明槓の責任払い」とも言う。
- 現在はほぼ採用されておらず、「咲-Saki-」や「アカギ 〜闇に降り立った天才〜」などフィクションにおいて見られることがある。
- 競技麻雀では日本プロ麻雀連盟が採用していたが、2023年のルール改正をもって廃止された。同団体が運営している「龍龍」においても同様に2023年に廃止となった。
- 「麻雀一番街」では採用されている。

### 大明槓の包の具体例
（例）東1局0本場 / 25000点持ち / 子 / 10巡目 / ドラは無関係の風牌
この状況から場に切られたを大明槓し、
   嶺上         
嶺上牌からを引いてツモ和了した。
このような和了が発生した時、通常のルールでは、この手は役牌+混一+嶺上開花(50符、嶺上開花のツモ符を認めない場合は40符)で満貫として扱われる。これがツモあがりになるのか「槓させた者の放銃」として扱うのかはルールによる。「槓させた者の放銃」ルールの場合、發を槓させた者が満貫分を一人で支払わなければならない。

### フリテンの状態から大明槓して嶺上で和了した場合
大明槓の包を採用する場合は、本来フリテンが適用されるはずの牌による和了であっても結果的に「振り込み」が成立する可能性が生じる。例えば以下のようなケースである。
（例）南3局0本場 / 11000点持ち / 親 / 10巡目 / ドラ表示牌 
捨牌 
待ちはの4面張だが、序盤に捨てたがフリテンになっている。ここにドラのを切られたが、フリテンのためロンできず、かわりにこれを大明槓して（ちなみにこの瞬間実質待ちとなる。の槓によって待ちが消え、理論上の待ちであるも槓で4枚使われるため）、
   嶺上         
嶺上からを引いてフリテンの聴牌をツモ和了した。和了役は役牌+混一+嶺上開花+ドラ4で計8飜の倍満。
このような和了が発生した時、大明槓の包がアリのルールで、且つ、大明槓の嶺上和了にフリテンを問わないルールの場合、を捨てて大明槓された相手は、（フリテンので直接ロンされたわけではないが）倍満分を一人で支払わなければならない。このようなケースはレアケースではあるが、実際に起こる可能性はある。

### 大明槓のあと暗槓ないし加槓を経て嶺上で和了した場合
上の例と同じくレアケースではあるが、大明槓のあと暗槓や加槓を挟んで嶺上開花となる可能性もある。その際「大明槓の包」を適用すべきか否かについては事前に確認しておく必要があるが、麻雀劇画『白 HAKU』には主人公が四槓子を和了する次のようなシーンがあり、そこでは大明槓のあとに暗槓を挟んだ嶺上ツモに対して包が適用されている。
この状況から場に切られたを大明槓し、
| 四索 · 四索 · 四索 · 七索 |      |      | 五索 · 五索 | 五索 | 五索 | 二索 | 二索 | 二索 | 三索 · 三索 | 三索 |
| 四索 · 四索 · 四索 · 七索 | 嶺上 | 四索 | 五索 · 五索 | 五索 | 五索 | 二索 | 二索 | 二索 | 三索 · 三索 | 三索 |
嶺上で引いたをさらに暗槓して、
| 七索 |      |      | 牌背 · 四索 · 四索 · 牌背 | 五索 · 五索 | 五索 | 五索 | 二索 | 二索 | 二索 | 三索 · 三索 | 三索 |
| 七索 | 嶺上 | 七索 | 牌背 · 四索 · 四索 · 牌背 | 五索 · 五索 | 五索 | 五索 | 二索 | 二索 | 二索 | 三索 · 三索 | 三索 |
暗槓の嶺上でをツモ、四槓子を和了。
このシーンでは、それまでのシークエンスに事前の細目確認はなかったものの、大明槓の包が成立することを相手（＝五索を槓された打ち手）が認め、主人公の四槓子（すなわち相手からの役満直撃）が成立している。